# Danae Tycjana (Tetmajer)

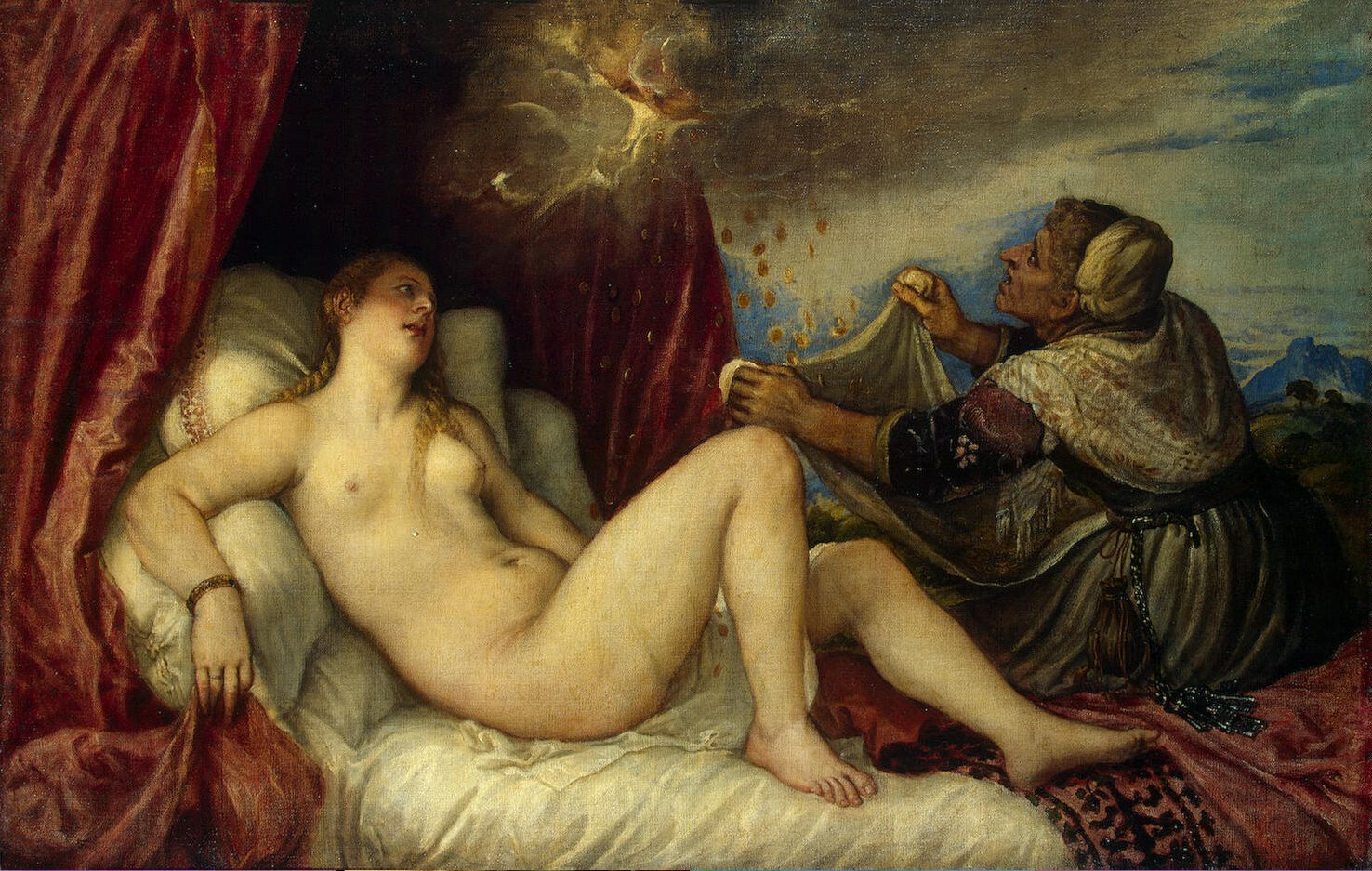
Tycja, Danae, Ermitaż

Tycjan, Autoportret

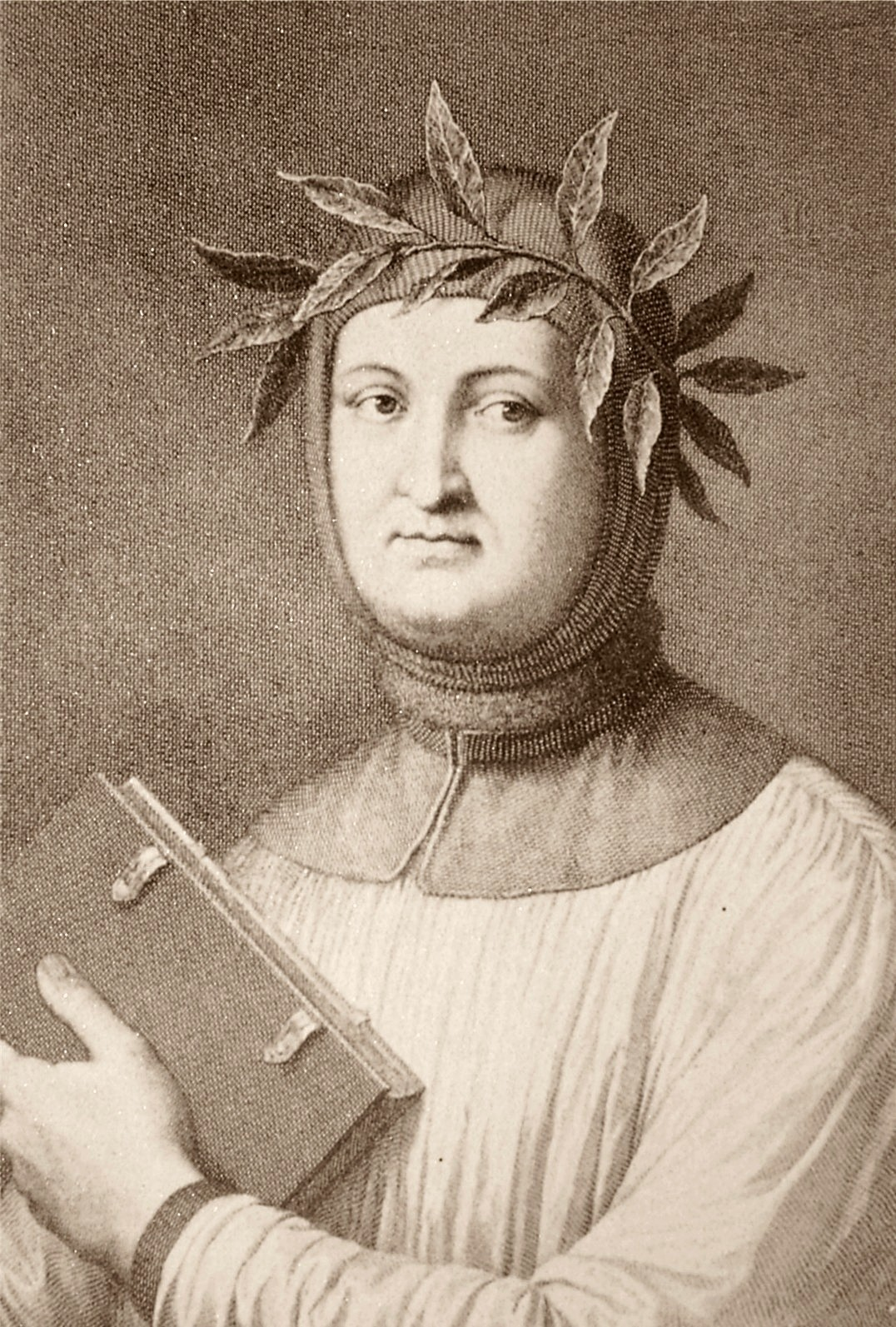
Autorem, który w największym stopniu rozpropagował formę sonetu, był czternastowieczny włoski liryk i epik Francesco Petrarca

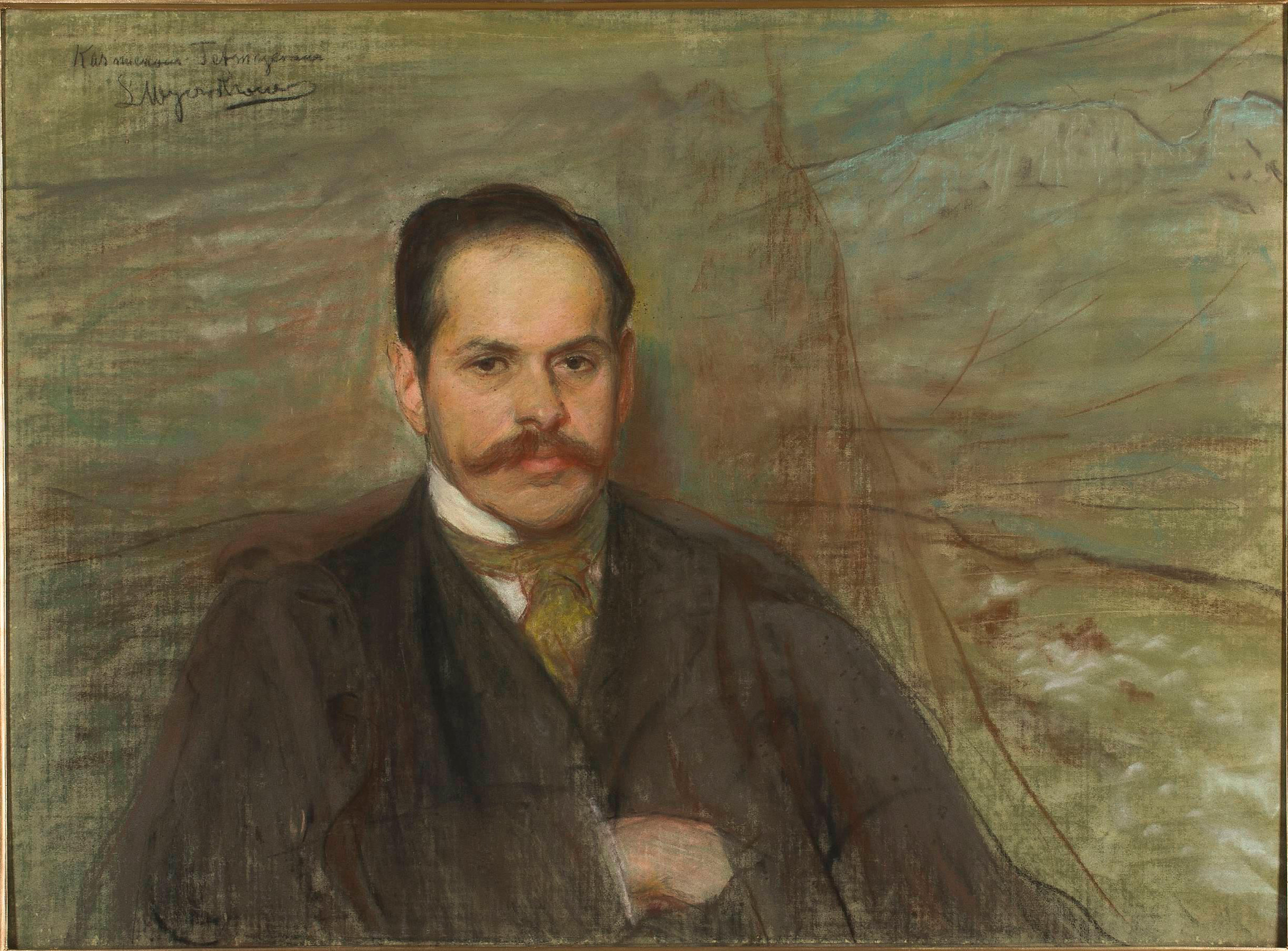
Kazimierz Przerwa-Tetmajer pozował do portretu Leonowi Wyczółkowskiemu

Danae Tycjana – sonet Kazimierza Przerwy-Tetmajera, opublikowany w tomiku Poezje. Seria trzecia, wydanym w 1898. 

## Forma
Utwór jest napisany klasycznym sylabicznym jedenastozgłoskowcem ze średniówką po sylabie piątej i rymuje się zgodnie z modelem włoskim (petrarkowskim) gatunku abba abba cdc dcd.
Na miękkim puchu białego posłania
promienna cała od słońca pozłoty,
Danae, Zeusa spragniona pieszczoty,
z osłon swe ciało dziewicze odsłania.
Z niebios się ku niej świetlny obłok słania
i nagle deszcz zeń na nią spada złoty:
to bóg, miłosnej czując żar tęsknoty,
zwisł nad cichego pełną pożądania.
Nagie jej ciało widzi i błękitu
jej wielkich cudnych źrenic blask przymglony,
senny, wśród boskiej rozkoszy zachwytu.
Przed złotym deszczem, od słonecznej strony,
u stóp jej białych, podobny do świtu,
gdy dnieje: Amor uchodzi spłoniony.

## Treść
Utwór jest świadomym i otwartym nawiązaniem do obrazu Tycjana, istniejącego w kilku wersjach, zatytułowanego Danae. Bohaterką malowidła i wiersza jest znana z mitologii greckiej Danae, na którą w postaci złotego deszczu zstąpił bóg Zeus. Owocem tego niecodziennego zbliżenia był syn, Perseusz, który został sławnym herosem. Historię Danae przekazał w dziele Metamorfozy rzymski poeta Owidiusz. Poezja Owidiusza stała się źródłem inspiracji dla wielu malarzy. Z kolei obraz Tycjana zainspirował polskiego poetę. Pod względem stylistycznym utwór Tetmajera należy do nurtu parnasistowskiego.